# Hunters Point Avenue (metrostation)
Hunters Point Avenue is een station van de metro van New York aan Flushing Line
Het station bevindt zich op de hoek van 49th Avenue en 21st Street. Het is gelegen in de wijk Long Island City, Queens. Het is geopend op 5 november 1916 en het eerstvolgende station in westelijke richting is Vernon Boulevard-Jackson Avenue. In oostelijke richting is dat 45th Road-Court House Square. Het bestaat uit twee perrons. Omdat de expressdienst hier ook stopt zijn er geen extra sporen nodig.
Het station bevindt zich op een viaduct. Metrolijn 7 doet het station altijd aan.
Ook de expressdienst doet hier tot 22:00 dienst.
Station Hunters Point Avenue is het laatste ondergrondse station in westelijke richting. Het station is dan ook de grens tussen viaduct en tunnel. De westelijke uitgangen wijzen naar het nabijgelegen station Hunterspoint Avenue aan de Long Island Railroad (LIRR).
Het tegelwerk met de letters 'HP' (zie foto) komt van een Italiaans design.
Het station wordt vaak gekoppeld met station Hunts Point Avenue in The Bronx. Dit station is gelegen aan de Pelham Line.
Van west naar oost:
34th Street-Hudson Yards · 
Times Square-42nd Street · 
42nd Street / Fifth Avenue-Bryant Park · 
Grand Central-42nd Street · 
Vernon Boulevard-Jackson Avenue · 
Hunters Point Avenue · 
45th Road-Court House Square · 
Queensboro Plaza · 
33rd Street-Rawson Street · 
40th Street-Lowery Street · 
46th Street-Bliss Street · 
52nd Street-Lincoln Avenue · 
61st Street-Woodside · 
69th Street · 
Roosevelt Avenue / 74th Street · 
82nd Street-Jackson Heights · 
90th Street-Elmhurst Avenue · 
Junction Boulevard · 
103rd Street-Corona Plaza · 
111th Street · 
Mets-Willets Point · 
Flushing-Main Street